# Связный граф
Связный граф — граф, содержащий ровно одну компоненту связности. Это означает, что между любой парой вершин этого графа существует как минимум один путь.

## Примеры применения
Прямым применением теории графов является теория сетей — и её приложение — теория электронных сетей.
Например, все компьютеры, включенные в сеть Интернет, образуют связный граф, и хотя отдельная пара компьютеров может быть не соединена напрямую (в формулировке для графов — не быть соединенными ребром), от каждого компьютера можно передать информацию к любому другому (есть путь из любой вершины графа в любую другую).

## Связность для ориентированных графов
В ориентированных графах различают несколько понятий связности.
Ориентированный граф называется сильно-связным, если в нём существует (ориентированный) путь из любой вершины в любую другую, или, что эквивалентно, граф содержит ровно одну сильно связную компоненту.
Ориентированный граф называется слабо-связным, если является связным неориентированным графом, полученным из него заменой ориентированных рёбер неориентированными.

## Некоторые критерии связности
Здесь приведены некоторые критериальные (эквивалентные) определения связного графа: 

Граф называется односвязным (связным), если: 

1. У него одна компонента связности
2. Существует путь из любой вершины в любую другую вершину
3. Существует путь из заданной вершины в любую другую вершину
4. Содержит связный подграф, включающий все вершины исходного графа
5. Содержит в качестве подграфа дерево, включающее все вершины исходного графа (такое дерево называется остовным)
6. При произвольном делении его вершин на 2 группы всегда существует хотя бы 1 ребро, соединяющее пару вершин из разных групп